# Campionati mondiali di ginnastica artistica 2006 - Concorso a squadre femminile
Il concorso a squadre femminile dei 39° Campionati Mondiali si è svolto alla NRGi Arena di Aarhus, Danimarca. Dei 62 paesi partecipanti, solo i primi 8 in classifica possono competere per il concorso a squadre femminile.

## Squadre vincitrici
| Oro                                                            | Argento                                                                                             | Bronzo                                                                                                |
| Cina Zhou Zhuoru Zhang Nan Cheng Fei Pang Panpan He Ning Li Ya | Stati Uniti Jana Bieger Chellsie Memmel Alicia Sacramone Nastia Liukin Natasha Kelley Ashley Priess | Russia Svetlana Kljukina Kristina Pravdina Polina Miller Elena Zamolodčikova Anna Pavlova Anna Grudko |

## Classifica
| Pos.    | Squadra               | Volteggio | Rank | Parallele | Rank | Trave  | Rank | Corpo Libero | Rank | Totale  |
| ------- | --------------------- | --------- | ---- | --------- | ---- | ------ | ---- | ------------ | ---- | ------- |
| Oro     | Cina                  | 44.250    | 4    | 45.300    | 1    | 46.775 | 1    | 45.875       | 2    | 182.200 |
| Oro     | Cheng Fei             | 15.275    | 2    | —         |      | —      |      | 15.650       | 1    | 182.200 |
| Oro     | He Ning               | —         |      | 15.000    | 7    | 15.275 | 8    | —            |      | 182.200 |
| Oro     | Pang Panpan           | —         |      | 15.150    | 3    | 15.550 | 2    | 15.425       | 3    | 182.200 |
| Oro     | Zhang Nan             | 14.525    | 14   | —         |      | 15.950 | 1    | 14.800       | 9    | 182.200 |
| Oro     | Zhou Zhuoru           | 14.450    | 16   | 15.150    | 3    | —      |      | —            |      | 182.200 |
| Oro     | Li Ya                 | —         |      | —         |      | —      |      | —            |      | 182.200 |
| Argento | Stati Uniti           | 44.600    | 2    | 45.275    | 2    | 45.575 | 3    | 45.900       | 1    | 181.350 |
| Argento | Jana Bieger           | 13.950    | 22   | 15.100    | 6    | 15.175 | 11   | 15.150       | 6    | 181.350 |
| Argento | Nastia Liukin         | —         |      | 15.700    | 1    | —      |      | —            |      | 181.350 |
| Argento | Chellsie Memmel       | 15.075    | 7    | 14.475    | 15   | 15.050 | 14   | 15.500       | 2    | 181.350 |
| Argento | Alicia Sacramone      | 15.575    | 1    | —         |      | 15.350 | 6    | 15.250       | 5    | 181.350 |
| Argento | Natasha Kelley        | —         |      | —         |      | —      |      | —            |      | 181.350 |
| Argento | Ashley Priess         | —         |      | —         |      | —      |      | —            |      | 181.350 |
| Bronzo  | Russia                | 45.325    | 1    | 42.300    | 7    | 45.750 | 2    | 43.950       | 5    | 177.325 |
| Bronzo  | Anna Grudko           | 15.100    | 5    | —         |      | —      |      | —            |      | 177.325 |
| Bronzo  | Svetlana Kljukina     | —         |      | 14.825    | 9    | 15.300 | 7    | —            |      | 177.325 |
| Bronzo  | Polina Miller         | —         |      | 13.800    | 21   | —      |      | —            |      | 177.325 |
| Bronzo  | Anna Pavlova          | 15.100    | 5    | —         |      | 15.375 | 4    | 14.225       | 21   | 177.325 |
| Bronzo  | Kristina Pravdina     | —         |      | 13.675    | 22   | 15.075 | 13   | 14.600       | 12   | 177.325 |
| Bronzo  | Elena Zamolodčikova   | 15.125    | 4    | —         |      | —      |      | 15.125       | 7    | 177.325 |
| 4       | Romania               | 44.450    | 3    | 41.550    | 8    | 45.225 | 4    | 44.225       | 3    | 175.450 |
| 4       | Cristina Elena Chiric | —         |      | —         |      | 14.575 | 17   | -            |      | 175.450 |
| 4       | Daniela Druncea       | 14.525    | 14   | 13.050    | 24   | —      |      | 14.350       | 17   | 175.450 |
| 4       | Sandra Izbașa         | 15.225    | 3    | 14.400    | 16   | 15.275 | 8    | 15.425       | 3    | 175.450 |
| 4       | Steliana Nistor       | 14.700    | 11   | 14.100    | 19   | 15.375 | 4    | 14.450       | 15   | 175.450 |
| 4       | Florica Leonida       | —         |      | —         |      | —      |      | —            |      | 175.450 |
| 4       | Loredana Sucar        | —         |      | —         |      | —      |      | —            |      | 175.450 |
| 5       | Ucraina               | 42.800    | 7    | 43.950    | 3    | 44.325 | 5    | 43.175       | 6    | 174.250 |
| 5       | Iryna Krasnianska     | —         |      | —         |      | —      |      | 14.575       | 13   | 174.250 |
| 5       | Alina Kozich          | 13.725    | 23   | —         |      | —      |      | 14.750       | 10   | 174.250 |
| 5       | Maryna Kostiuchenko   | —         |      | 15.125    | 5    | 15.550 | 2    | —            |      | 174.250 |
| 5       | Maryna Proskurina     | 14.750    | 9    | 13.625    | 23   | —      |      | —            |      | 174.250 |
| 5       | Olga Shcherbatykh     | 14.325    | 17   | —         |      | 14.650 | 16   | 13.850       | 23   | 174.250 |
| 5       | Dariya Zgoba          | —         |      | 15.200    | 2    | 14.125 | 22   | —            |      | 174.250 |
| 6       | Australia             | 43.050    | 6    | 43.550    | 5    | 43.875 | 6    | 42.750       | 7    | 173.225 |
| 6       | Georgia Bonora        | 14.000    | 20   | —         |      | —      |      | 14.275       | 20   | 173.225 |
| 6       | Hollie Dykes          | 14.325    | 17   | 14.150    | 18   | 14.500 | 18   | 14.300       | 18   | 173.225 |
| 6       | Daria Joura           | 14.725    | 10   | 14.500    | 14   | 14.875 | 15   | 14.175       | 22   | 173.225 |
| 6       | Karen Nguyen          | —         |      | —         |      | 14.500 | 18   | —            |      | 173.225 |
| 6       | Olivia Vivian         | —         |      | 14.900    | 8    | —      |      | —            |      | 173.225 |
| 6       | Melody Hernandez      | —         |      | —         |      | —      |      | —            |      | 173.225 |
| 7       | Brasile               | 43.650    | 5    | 42.800    | 6    | 43.875 | 7    | 44.100       | 4    | 172.975 |
| 7       | Bruna da Costa        | —         |      | —         |      | 12.925 | 23   | —            |      | 172.975 |
| 7       | Daiane dos Santos     | 14.700    | 11   | 14.325    | 17   | —      |      | 15.025       | 8    | 172.975 |
| 7       | Daniele Hypólito      | 13.950    | 21   | 13.850    | 20   | 15.100 | 12   | 14.700       | 11   | 172.975 |
| 7       | Laís Souza            | 15.000    | 8    | 14.625    | 11   | 14.400 | 20   | 14.375       | 16   | 172.975 |
| 7       | J. Chaves Santos      | —         |      | —         |      | —      |      | —            |      | 172.975 |
| 7       | Camila Comin          | —         |      | —         |      | —      |      | —            |      | 172.975 |
| 8       | Spagna                | 42.450    | 8    | 43.900    | 4    | 42.025 | 8    | 42.100       | 8    | 170.475 |
| 8       | Laura Campos          | 14.650    | 13   | 14.575    | 12   | 12.550 | 24   | —            |      | 170.475 |
| 8       | Lenika de Simone      | —         |      | 14.750    | 10   | 14.275 | 21   | 14.300       | 18   | 170.475 |
| 8       | Thais Escolar         | 14.100    | 19   | —         |      | 15.200 | 10   | 14.500       | 14   | 170.475 |
| 8       | Tania Gener           | 13.700    | 24   | 14.575    | 12   | —      |      | —            |      | 170.475 |
| 8       | Patricia Moreno       | —         |      | —         |      | —      |      | 13.300       | 24   | 170.475 |
| 8       | Melodie Pulgarin      | —         |      | —         |      | —      |      | —            |      | 170.475 |

| Pos. | Squadra        | Membri | Tot.    |
| ---- | -------------- | --- | ------- |
| 9    | Italia         | Vanessa Ferrari, Carlotta Giovannini, Lorena Cozar, Monica Bergamelli, Federica Macrì, Sara Bradaschia              | 229.425 |
| 10   | Francia        | Isabelle Severino, Kathleen Lindor, Lindsay Lindor, Erika Morel, Julie Martinez, Jenny Kohler                       | 227.950 |
| 11   | Regno Unito    | Beth Tweddle, Emma White, Aisling Williams, Olivia Bryl, Lynette Lisle, Leigh Rogers                                | 226.575 |
| 12   | Giappone       | Mayu Kuroda, Ayaka Sahara, Kyoko Oshima, Manami Ishizaka, Miki Uemura, Erika Mizoguchi                              | 226.075 |
| 13   | Corea del Nord | Hong Su Jong, Hong Un Jong, Pyon Kwang Sun, Kim Myong Bok, Cha Hyong Wa, Kim Un Hyang                               | 223.575 |
| 14   | Canada         | Elyse Hopfner-Hibbs, Alyssa Brown, Marci Bernholtz, Crystal Gilmore, Rebecca Simbudhas, Britnee Habbib              | 223.575 |
| 15   | Paesi Bassi    | Verona van de Leur, Loes Linders, Berber van der Berg, Hanneke Hoefnagel, Danila Koster, Lichelle Wong              | 222.225 |
| 16   | Germania       | Oksana Chusovitina, Daria Bijak, Kim Bui, Heike Gunne, Svenja Hickel, Theresa Sporer                                | 222.125 |
| 17   | Svizzera       | Ariella Kaeslin, Danielle Englert, Carina Feurst, Sabina Flueckiger, Melanie Marti, Linda Staempfli                 | 220.075 |
| 18   | Messico        | Elsa Garcia, Maricela Cantu, Yeny Ibarra, Maricela Arizmendi, Erika Garcia                                          | 216.725 |
| 19   | Grecia         | Stefani Bismpikou, Evgenia Zafeiraki, Vasilikī Millousī, Viktoria Tsakalidou, Paschalina Mitrakou, V. Georgakopolou | 216.725 |
| 20   | Rep. Ceca      | Jana Sikulova, Jana Komrsková, Nicole Pechancova, Martina Strnadova, Adela Pavoukova, Veronika Ozanova              | 216.475 |

I risultati dalla 9ª posizione alla 20ª provengono dalle qualificazioni.